# Van Daverveld
Van Daverveld (ook Van Daverveldt en Van Davervelt) was een Nederlands geslacht dat predikanten en bestuurders voortbracht en eind 19de eeuw uitstierf. Het geslacht Van Daverveld werd eind 19de eeuw opgenomen in het Stam- en Wapenboek van A.A. Vorsterman van Oijen.

## Enkele telgen
- Johannes Van Daverveld (?-1707) secretaris te Oss, griffier van zestien dorpen in het Maasland.
  - ds. Jacob Ferdinand Van Daverveld (1685-1759) theologie student te Franeker, in 1707 proponent, in 1714 predikant te Monnickendam en later in 1722 te Utrecht. 
    - ds. Abraham Van Daversveld (1677-1715) theologie student en later predikant te Drunen.  
      - mr. Hadrianus Van Daversveld (?-?)  rechtenstudent te Utrecht, later advocaat.
        - Johan Francois Van Daversveld (1709-1791) predikant te Overlangbroek, later te Odijk.
          - Abraham Van Daversveld (1734-1822) predikant te Angerlo, Beekbergen en Apeldoorn.
            - Isaac Custerus Van Daversveld (1767-1844) kapitein-luitenant ter zee.